# Aurelio (Quartiere)

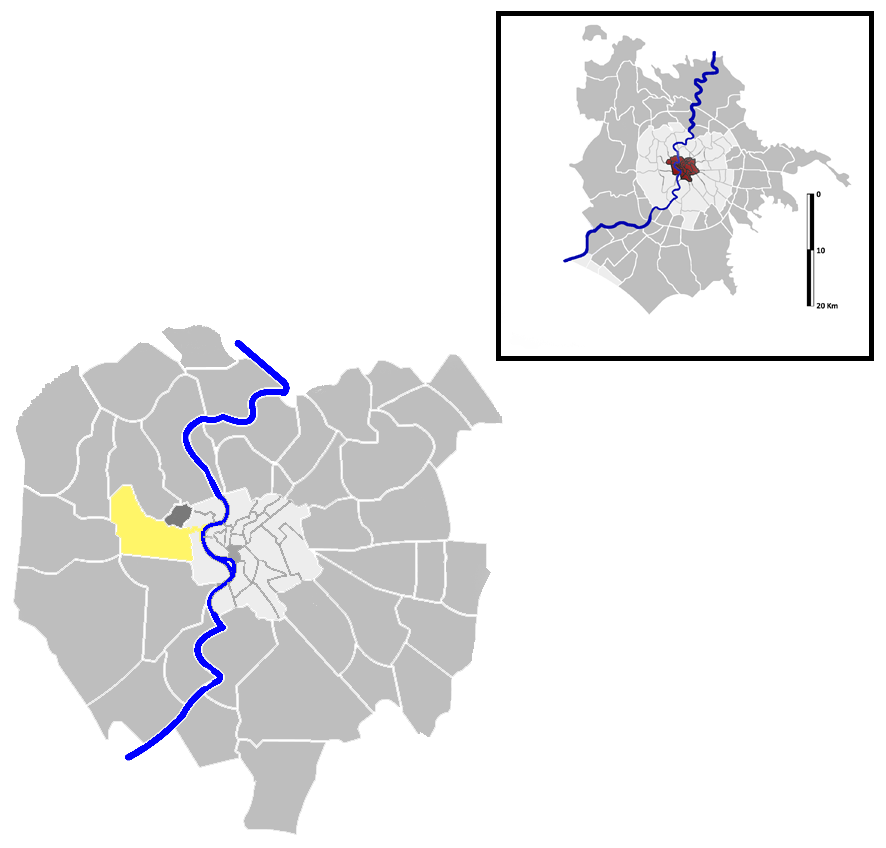
Lage von Aurelio in Rom

Aurelio [au'rɛ:ljo] ist ein Quartier im Norden der italienischen Hauptstadt Rom. Der Name leitet sich von der Via Aurelia ab. Das Quartier wird als Q.XIII bezeichnet und ist Teil von Municipio XIII und XIV. Es zählt 41.920 Einwohner und hat eine Fläche von 4,7151 km².
Es bildet die mit dem Code 2.b’ bezeichnete zone urbanistiche, mit 23.720 Einwohnern im Jahr 2010.

## Geschichte
Aurelio ist einer der ersten 15 Bezirke, die 1911 in Rom gegründet und 1921 offiziell anerkannt wurden.

## Besondere Orte
- via Aurelia
- San Giuseppe Cottolengo
- San Gregorio VII
- Santa Maria delle Grazie alle Fornaci
- San Pio V
- Sant’Ambrogio